# Eucereon conjunctum
Eucereon conjunctum là một loài bướm đêm thuộc phân họ Arctiinae, họ Erebidae.